# Efrem Bauh
Efrem Isaakovici (Efroim Ițhokovici) Bauh (în ultimele cărți editate apare ca Efraim Bauh; n. 13 ianuarie 1934, Tighina, România – d. 13 aprilie 2020, Petah Tikva, Israel) a fost un scriitor în limba rusă, poet, traducător, jurnalist și activist din Moldova sovietică apoi israelian, la origine - evreu basarabean. A scris și în ebraică.
A fost președinte al Federației Uniunilor de Scriitori din Israel, care reunește 12 uniuni ale scriitorilor în diferite limbi. A condus filiala israeliană a PEN-clubului internațional și a fost președinte al Asociației israeliene a comunităților de imigranți din Moldova.

## Copilărie și studii
Bauh s-a născut în orașul basarabean Tighina în 1934. Bunicul său, Șloime Hunovici Bauh, era proprietarul unui magazin de haine din Tighina. În timpul războiului, Efrim împreună cu mama sa Zinaida Markovna Bauh (1906–?) și tatăl său, avocatul Isaak Solomonovici Bauh (1904-1943), s-au refugiat la Balzer, în regiunea Saratov. Tatăl a fost mobilizat în 1942 și a murit lângă Stalingrad); în 1944 familia s-a întors în orașul natal.
La Tighina, Efrem Bauch a mers în clasa întâi la hederul unchiului său. În 1952-1953 a predat literatura rusă în satul Căușeni, apoi s-a stabilit la Chișinău. După absolvirea Facultății de Geologie a Universității de Stat din Chișinău în 1958, a lucrat ca inginer geologic la Institutul de Resurse Minerale din Crimeea și a mers în calitate de speolog într-o expediție spre lacul Baikal. Când a revenit la Chișinău în 1960, a fost angajat ca jurnalist de ziarul „Tineretul Moldovei”, iar după desființarea acestuia a revenit, în perioada 1962-1967, în calitate de geolog în departamentul de cercetare al institutului de proiectare Moldghiprostroi.

## Activitate literară
Și-a publicat prima poezie în 1952, în ziarul tighinean „Pobeda”, și a început să publice regulat la sfârșitul anilor 1950 în revista „Codri” și în ziarul „Tineretul Moldovei”. Prima carte a lui Bauh a fost colecția „Grani” în 1963. Un an mai târziu el a devenit membru al Uniunii Scriitorilor din URSS (1964).
Au urmat cărțile de poezie „Tramvaiele nocturne” (1965), „Noaptea roșie” (1968), cartea cu poezii pentru copii și adolescenți „Metamorfozele” (1973) și cărțile pentru copii „Mazărea și contele Truffle” și „Călătorie în țara Geo” (ambele în 1965). Bauh a compilat almanahul tinerilor poeți moldoveni „Clape de primăvară” (1966) și albumul foto „Ritm, tinerețe, prietenie” dedicat Festivalului unional al dansului popular din 2-9 august 1968.
Bauh a tradus din moldovenească opera câtorva poeți moldoveni contemporani. În 1967-1971, a condus departamentul de literatură și artă al ziarelor „Tineretul Moldovei” și „Chișinăul de seară”. În anii următori, până în 1973, a frecventat cursurile literare superioare ale Uniunii Scriitorilor din URSS la Institutul de literatură A. Gorki. În 1975-1976 a lucrat la studioul Moldova-Film, semnând scenariul filmului A treizecea primăvară.

### Emigrarea în Israel
În 1977 a plecat în Israel, la Bat Yam. Aici a publicat cartea de poezii „Ruah” (1978) și a început lucrul la septilogia „Visuri despre viață”, editând romanele „Kin și Orman” (1982, reeditat în 1992), „Piatra” (1982, reeditat în 1992), „Scara lui Iacob” (1987, reeditat în 1990 și 2001), „Chemarea” (1991 și 1993), „Soarele sinucigașului” (1994). Cel de-al șaselea roman, „Deșertul se închină lui Dumnezeu”, a fost publicat la Moscova (în 2002), iar cel de-al șaptelea și ultimul, „Cortina”, la Tel Aviv în 2008.
Selecția de poezii „Umbra și cuvântul” a fost publicată în 1999, iar colecția de eseuri ale scriitorului a apărut în 2007. Majoritatea lucrărilor de proză au fost traduse în ebraică, unele de însuși Bauh.
Efrem Bauh a tradus din ebraică în rusă poezii de Avraham Shlonsky, Uri Zvi Greenberg, Saul Cernihovski, Haim Guri, Ben-Zion Tomer, Sandu David, Shlomo Nitzan, Shlomo Tanya, Natan Yonatan, Dan Pagis, Jacob Besser și Yehuda Amihay; lucrări de proză și poezie ale autorilor israelieni moderni S. Izhar, Yitzhak Orpaz, Moshe Shamir, Hanoch Bartov, Asher Reich, Ed Ben-Ezer, Eli Amir, Amela Einat, Khava Pinhas Cohen, Shin Shifra, Margalit Matityagu, Arye Sivan, Yoav Hayek și Giora Leshem. Printre lucrările traduse se numără și cartea autobiografică a medicului Moshe Prives (1914-1998) „Prizonierul speranței” (1994), studiile „Răscoala din Ghetoul Varșoviei” (1991) de Haim Lazar-Litai, „Țara discordiei. Realitate și fantezie în Eretz Yisrael” (1992) de Shmuel Katz și „Lupta pentru drepturile noastre” (1992) de Iosef Nedava. Ultimul titlu tradus este „Cazul lui Gabriel Tirosh” (2007) de Yitzhak Shalev.
A tradus în ebraică opere de Evgheni Evtușenko, Bella Ahmadulina, Andrei Voznesenski, Evgheni Rein, Boris Pasternak, Ghennadi Aighi și alți poeți ruși moderni, dar și publicistică și eseuri. Propriile poezii în ebraică și le-a publicat începând cu 1989, debutând în revista Moznaim. A lucrat la traducerea operei cabalistice „Zohar” din  aramaică în rusă (1995). A tradus din idiș în rusă poezii de Uri Zvi Greenberg, poemul „Un cântec despre poporul evreu ucis” (1992) al lui Itzhak Katzenelson (1886-1944) și memoriile actorului evreu Iosif Bulov (1899-1985) publicate în 2000.
Împreună cu Lev Balțan, Bauh a compilat materiale pentru colecția dedicată centenarului pogromului de la Chișinău din 1903 (2003). O altă colecție de materiale documentare compilată de el, „Babi Iar”, a fost publicată în 1981 (ediția a II-a în 1993). Bauh a fost și redactorul almanahului „Poeții din Marele Tel Aviv” (Alef, 1996).

### Organizații literare
În 1977-1985, Efrem Bauch a fost redactorul revistelor „Sion” (1977-1980) și „Kinor” (1980-1986). În 1981-1982 și din 1985 a ocupat funcția de președinte al Uniunii scriitorilor de limbă rusă din Israel. În 1994, Bauh a venit în fruntea Federației Uniunilor de scriitori din Israel, fondată în 1975 de criticul literar Israel Zmora. Din 2001 Bauh a fost președinte al filialei israeliene a PEN-clubului internațional. În anul următor, a fost ales președinte al Asociației israeliene a comunităților de imigranți din Moldova. Începând cu 2007, a fost redactor-șef al revistei „Cuvântul scriitorului” a Uniunii scriitorilor din limba rusă din Israel.

## Legături externe
- Fost portal web al scriitorului (2010)